# Sierra de Órganos Nemzeti Park
A Sierra de Órganos Nemzeti Park (jelentése: Orgonák Hegysége) Mexikó Zacatecas államának északnyugati részén fekszik, Durango állam szomszédságában. A környék nincs különösebben kiépítve turisták számára, bár sátorozni lehet, és néhány bérelhető ház is felépült a közelben. Mivel a hőmérséklet nappal általában igen magas, éjszaka viszont jócskán lehűl a levegő, alkonyatkor a legérdemesebb látogatni.

## Fekvése
A viszonylag kis területű nemzeti park az ország középső vidékén, a Nyugati-Sierra Madre hegység keleti peremén terül el, 2300-2400 tengerszint feletti magasságban a Zacatecas állambeli Sombrerete község területén. Megközeleítéséhez a községközponttól a 45-ös úton északnyugat felé indulva mintegy 19 km után kell jobbra letérni, majd újabb 6,5 km után balra, innen már csak mintegy 4 km a park.

## Jellegzetességei
A park különlegességei a szél által lekoptatott sziklaformációk: akár 80 méter magas függőleges oszlopok (ezek orgonához való hasonlatosságáról kapta a nevét a hegység) és kőgombák. Egy új keletű legenda szerint E. T., a földönkívüli figuráját az egyik sziklaalakzat alapján tervezték meg. Több sziklának a nép saját nevet adott, például: cara de apache (apacs indián arca), ballena (bálna) és cabeza de serpiente (kígyófej), emellett többüket tornyokhoz, kastélyokhoz vagy szerzetesekhez hasonlítják.

## Élővilág
A nemzeti park növényvilágának jellemző fajai a mandulafenyő, a magyaltölgy, különféle pálmák, akáciák, agávék, az Opuntia leucotricha nevű fügekaktusz, a szurokfű, a manzanita, a gatuño, a Larrea nemzetség növényei, különböző hordókaktuszok és a guayabillo (Psidium sartorianum).
Állatai közül említésre érdemes az észak-amerikai macskanyérc, a kitróka, a vándorsólyom, a szürkeróka, a prérifarkas, a vörös hiúz, a fehérfarkú szarvas, a sirató gerle, a fehérszárnyú gerle, a pikkelyes fogasfürj, a mosómedve és az oposszumfélék.

## Itt forgatott filmek
A különleges helyszínt több film forgatásához is felhasználták: részben itt készült a Ringo Starr főszereplésével 1981-ben megjelent Barlangember és a legjobb vizuális effektusokért Oscar-díjat is elnyerő 1961-es Navarone ágyúi. 2010-ben a két évvel később megjelenő Cristiada című mexikói film bizonyos jeleneteit is itt forgatták.